# Gare de La Plage-d'Hyères
La gare de La Plage-d'Hyères est une ancienne gare ferroviaire française de la ligne de La Pauline-Hyères aux Salins-d'Hyères, située sur le territoire de la commune d'Hyères, dans le département du Var en région Provence-Alpes-Côte d'Azur.
Elle est mise en service en 1876 par la Compagnie des chemins de fer de Paris à Lyon et à la Méditerranée (PLM).
En 1940, elle est fermée au service des voyageurs et en 1987 à celui des marchandises. Depuis elle est située sur un tronçon non exploité de la ligne.

## Situation ferroviaire
Établie à 2 mètres d'altitude, la gare de La Plage-d'Hyères est située au point kilométrique (PK) 13,891 de la ligne de La Pauline-Hyères aux Salins-d'Hyères (voie unique), entre les gares d'Hyères (ouverte) et des Salins-d'Hyères (fermée). Elle est sur un tronçon neutralisé du PK 10,849 au PK 14,360, le tronçon suivant est déclassé.

## Histoire
La station de La Plage-d'Hyères est mise en service le 10 juillet 1876 par la Compagnie des chemins de fer de Paris à Lyon et à la Méditerranée (PLM), lorsqu'elle ouvre à l'exploitation la section de Hyères aux Salins-d'Hyères de son embranchement d'Hyères.
La gare est officiellement fermée au service des voyageurs le 24 mai 1940, lors de la fermeture de la totalité de la ligne à ce service. Le service des marchandises et l'arrêt de toutes les circulations a lieu le 1er décembre 1987 lors de la fermeture de la section d'Hyères aux Salins-d'Hyères à ce service.

## Patrimoine ferroviaire
L'ancien bâtiment voyageurs est toujours existant avec son quai principal. La voie, inutilisée, ne s'arrête que quelques mètres avant l'entrée de la gare.

La gare en avril 2012
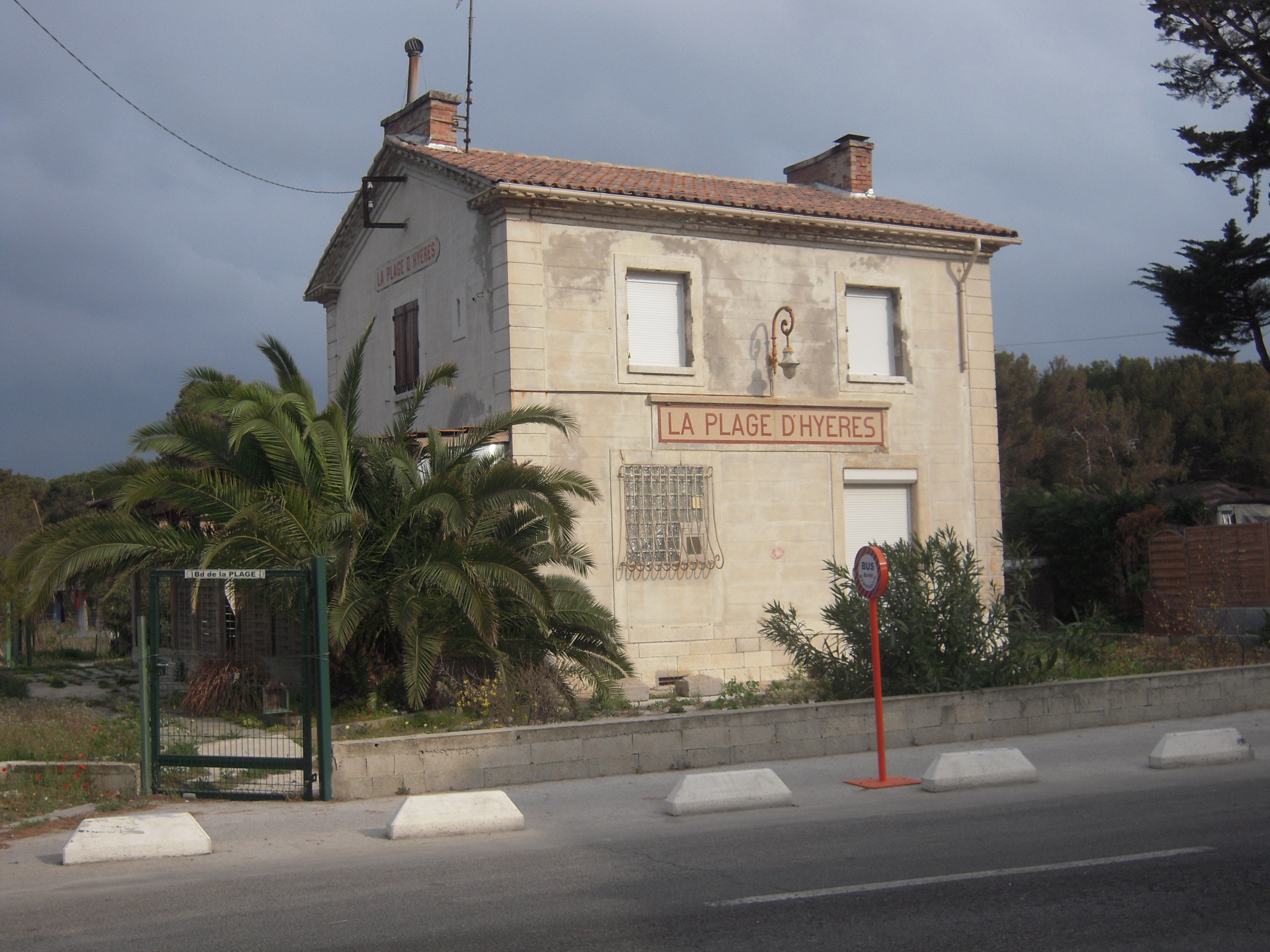
Côté cour.
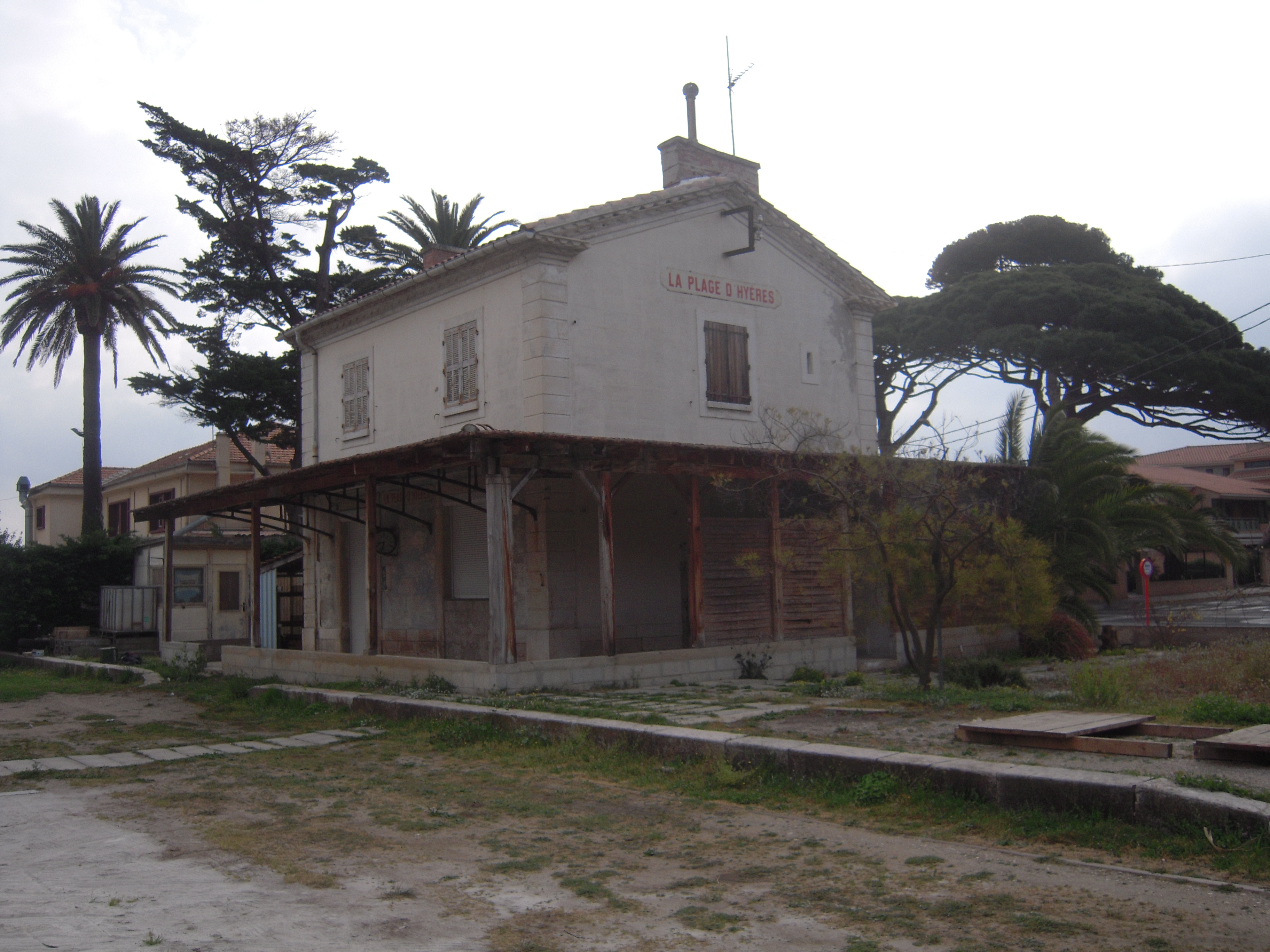
Côté voie.